# Mesquita de les Tres Portes
La mesquita de les Tres Portes (àrab: مسجد ثلاثة أبواب, masjid Ṯalāṯa Abwāb) o mesquita d'Ibn Khayrun (àrab: مسجد ابن خيرون, masjid Ibn Ḫayrūn) és una important mesquita de Kairuan, a Tunísia, amb una façana que ofereix un exemple magnific d'arquitectura aglàbida.
Fou construïda el 866 per l'andalusí Muhàmmad ibn Khayrun al-Maafiríi fou reformada al segle xv. La decoració de la seva façana es considerada com la mes antiga de l'arquitectura islàmica.